# Musca hemipterus
Musca hemipterus är en tvåvingeart som först beskrevs av Donovan 1807.  Musca hemipterus ingår i släktet Musca, ordningen tvåvingar, klassen egentliga insekter, fylumet leddjur och riket djur. Inga underarter finns listade i Catalogue of Life.